# ヘリグロヒメトカゲ
ヘリグロヒメトカゲ（縁黒姫蜥蜴、縁黒姫石竜子、学名：Ateuchosaurus pellopleurus）は、トカゲ科に分類されるトカゲ。

## 分布
日本固有種のトカゲ。
沖縄諸島、奄美諸島、トカラ列島、大隅諸島(竹島、硫黄島、黒島)に分布。

## 形態
全長90～120mm、頭胴長は42～69mm。雄は雌より大型になり、相対的に尾が太く長くなる傾向がある。
胴の長さのわりに短い足を持ち、尾が全長の半分を占める。
胴体は角張っている。
頭部中央のウロコは大型。下瞼のウロコは一部半透明になっており、瞼を閉じた状態で外を見ることができる。
ウロコは細かく滑らか。体色は赤褐色から茶褐色、多くの個体に背中線に沿った不規則な暗褐色の筋が入る。また、体側には黒褐色をした縦条が入る。腹部は灰白色を呈し、黒褐色をした斑紋が散在する。
サキシマスベトカゲとは、体側の黒褐色の縦帯が顕著に見られること、この縦帯と背面の境界に淡い黄色の条線が入ること、頭部中央のウロコが大きいことで区別できる。

## 分類
1861年にLygosaurus pellopleurusとして記載された。1937年に大陸産のAteuchosaurus chinensisと同属とされ、ヘリグロヒメトカゲ属LygosaurusはAteuchosaurus属のシノニムとされた。
2023年にはオキナワヒメトカゲA. okinavensisとアマミヒメトカゲA. pellopleurusの2種に分ける説も提唱されている。

## 生態
昼行性。
低地から山地へ広く生息する。湿った場所を好み、墓地周辺の自然林や二次林、畑に積まれた枯れ草や落ち葉の下などで普通にみられるトカゲである。胴の長さのわりに短い足を持ち、落葉の中を巧みに進むことができる。乾燥への耐性が少ない為、林床が乾燥すると個体数は激減する。
食性は動物食で、昆虫などの小型無脊椎動物やその死体などを食べる。また、熟れた果実を舐めることもある。
天敵はハイ。
繁殖期は六月下旬から八月。卵生で、一度に2-7個の卵をうむ。 